# José de Jesús Aceves
José de Jesús Aceves (* 9. Februar 1953 in Guadalajara, Jalisco), auch bekannt unter dem Spitznamen El Güero (dt. Der Blonde), ist ein ehemaliger mexikanischer Fußballspieler auf der Position eines Stürmers.

## Laufbahn
„El Güero“ Aceves trat im Alter von 15 Jahren seinem Heimatverein Atlas Guadalajara bei und erhielt bereits zwei Jahre später einen Profivertrag bei den Rojinegros, wo er sich mit seinen insgesamt 82 Toren (in der Punktspielrunde und den Liguillas)
zum erfolgreichsten Torjäger der Vereinsgeschichte entwickelte.
1976 wechselte er zum Ligakonkurrenten América, mit dem er 1977 den CONCACAF Champions’ Cup und im April 1978 die Copa Interamericana gewann. Zwei Jahre später wechselte er zum Stadtrivalen Atlante, wo er ebenfalls zwei Jahre spielte, bevor er nach einem Zwischenstopp beim CD Tampico in der Saison 1980/81 in seine Heimatstadt zurückkehrte, diesmal aber zunächst bei den Tecos de la UAG unter Vertrag stand.
1983 kehrte Aceves zu seinem Jugendverein Atlas zurück und spielte außerdem noch für die Tigres de la UANL, in deren Reihen er seine aktive Laufbahn in der Saison 1989/90 ausklingen ließ.
In den Jahren 1976 und 1977 absolvierte Aceves insgesamt zehn Länderspieleinsätze für die mexikanische Nationalmannschaft und erzielte den Siegtreffer zum 2:1-Endstand in einem am 24. Mai 1977 ausgetragenen Testspiel gegen Peru.

## Erfolge
- Copa Interamericana: 1978
- CONCACAF Champions’ Cup: 1977